# Terremoto de Sumatra de 2005

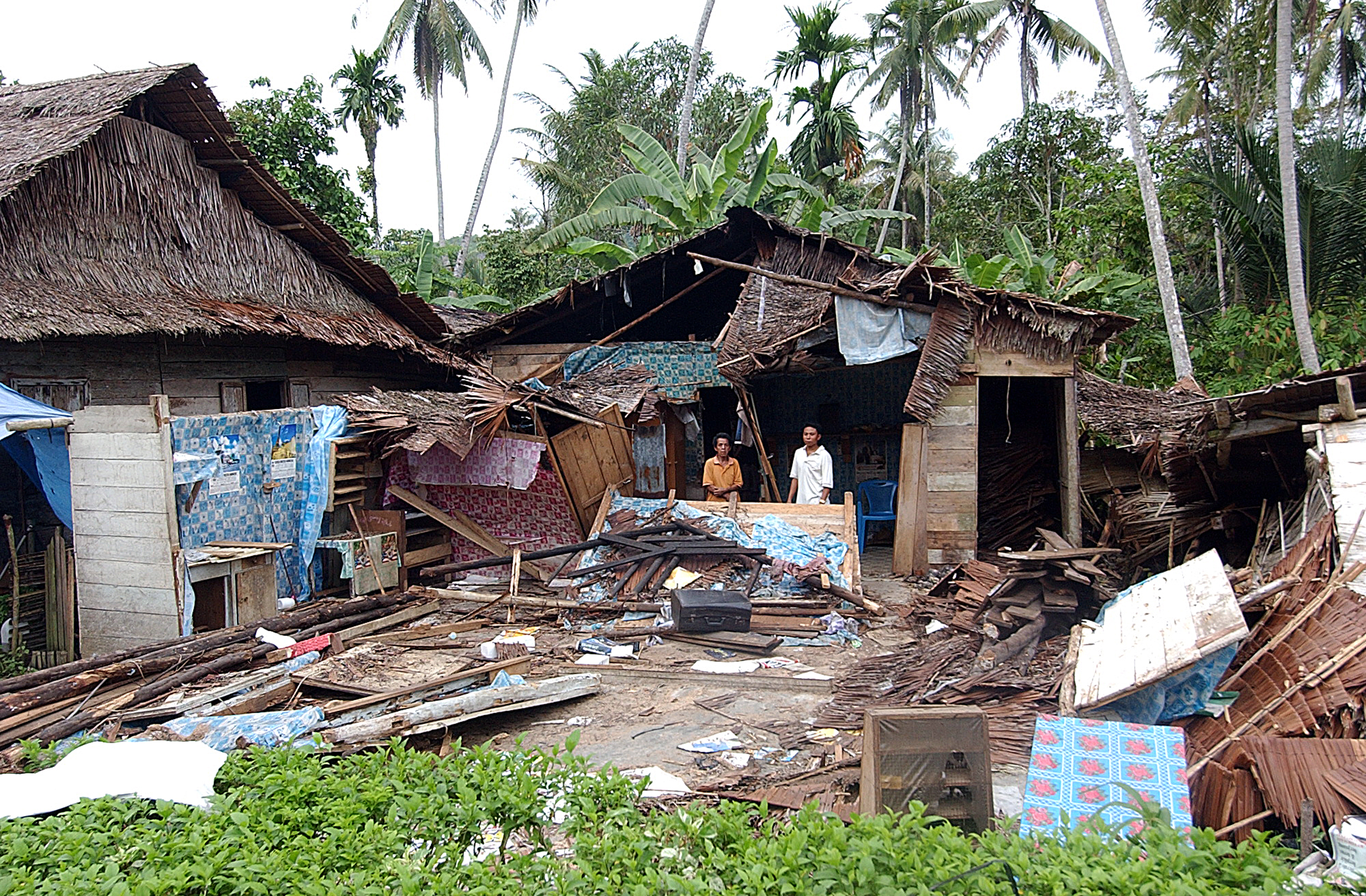
Daños en la isla de Nias.

El terremoto de Sumatra de 2005, conocido como el terremoto de Nias por la comunidad científica, fue un gran terremoto ocurrido a las 23:09:37 hora local (UTC+7) del lunes, 28 de marzo de 2005, que se ubicó frente a la costa occidental del norte de Sumatra, Indonesia. 1303 personas murieron por el terremoto, en su mayoría en la isla de Nias. El evento causó pánico en la región, que previamente había sido devastada por el masivo tsunami provocado por el terremoto de Sumatra-Andaman de 2004, pero este terremoto generó un tsunami de hasta 3 metros que causó un daño limitado (inferior al tsunami de hace 3 meses). Fue el tercer terremoto más poderoso desde 1965 en Indonesia.
El terremoto ocurrió a las 16:09:37 UTC (23:09:37 hora local) el 28 de marzo de 2005. El hipocentro se encuentra a 32 km, por debajo de la superficie del océano Índico, donde está la subducción de la placa Indoaustraliana al sudoeste de la placa Euroasiática. La zona es convertir 200 km al oeste de Sibolga, Sumatra, o 1400 km al noroeste de Yakarta, aproximadamente a medio camino entre las islas de Nias y Simeulue. Registros sísmicos dan que el terremoto tuvo una magnitud de 8.6 y los efectos se sintieron tan lejos como Bangkok, Tailandia, a más de 2000 km de distancia.

## Terremoto y los daños

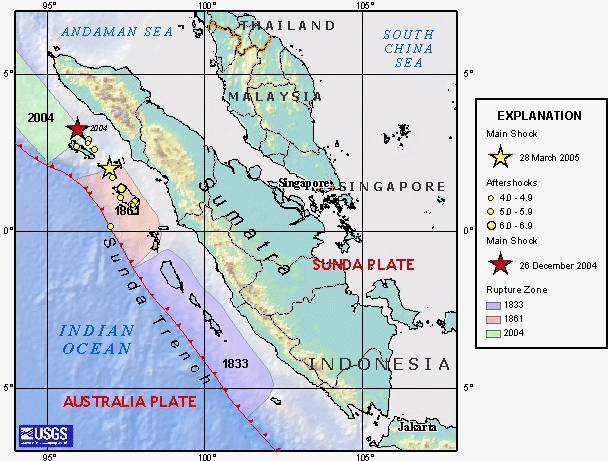
Imagen USGS representando las zonas de los terremotos tras la ruptura de la Fosa de la Sonda - zonas de avería para 1833 y 1861, luego en Terremoto del océano Índico de 2004, y del terremoto del 2005

El terremoto duró unos dos minutos en total. En las veinticuatro horas inmediatamente después del evento, hubo ocho réplicas importantes, que midieron entre 5,5 y 6,0. A pesar de la proximidad de la epicentro a la del terremoto del océano Índico de 2004, que se rompió un segmento separado de la falla de la sonda y lo más probable es la transferencia de esfuerzos de Colombo, provocada por los cambios de tensión asociado con tal caso anterior.
El terremoto se sintió con fuerza en toda la isla de Sumatra, y causó un apagón en la ciudad de Banda Aceh, ya devastadas por el tsunami de diciembre del 2004, y llevó a miles a huir de sus hogares y buscar un terreno más alto.
Se sintió también fuertemente a lo largo de la costa oeste de Tailandia y Malasia, y en Kuala Lumpur los altos edificios fueron evacuados. El terremoto se sintió con menos fuerza en Maldivas, La India y en Sri Lanka.

## Tsunami
El terremoto causó gran preocupación en torno del océano Índico que podría desencadenar un tsunami masivo similar a la que se generó hace tres meses por el Terremoto del Océano Índico de 2004 el 26 de diciembre. Las evacuaciones se llevaron a cabo en las regiones costeras de Tailandia, Malasia y Sri Lanka. Este terremoto, sin embargo, produjo un tsunami relativamente pequeño. Un tsunami 3 m de altura causó daños moderados a las instalaciones portuarias y el aeropuerto de Simeulue, y un tsunami de 2 m se registró en la costa oeste de Nias. Olas mucho más pequeñas, la mayoría se pudieron detectar por el mareógrafos, se registraron en el océano Índico, como una ola de 25 cm fue grabado en Colombo, Sri Lanka.
Algunas partes de la costa sur de Tailandia fueron evacuadas como medida de precaución, y la NOAA recomienda la evacuación de 965 km en las costas de Sumatra. Las evacuaciones también se produjeron en el norte de Malasia en los estados de Penang y Kedah, así como la costa oriental de Sri Lanka, donde diez personas murieron en la confusión de la evacuación. Muchos de los estados del sur de la India también fueron puestos en alerta máxima, todas estas áreas había visto un daño significativo en el tsunami de diciembre. Después de la detección de un tsunami menor al sur del epicentro, como un tsunami de 30 cm en  Australia, en las Islas Cocos, los Estados insulares de Mauricio, Madagascar y la Seychelles en el océano Índico, emitido de advertencias a sus poblaciones.
Aunque los sistemas de alerta contra los tsunamis para la región había sido de intensos debates, antes de diciembre de 2004 por el terremoto, no se había aplicado aún en el Índico.